# مارك كارتر
مارك كارتر (بالإنجليزية: Mark Carter)‏ (17 ديسمبر 1960 بليفربول في المملكة المتحدة - ) هو لاعب كرة قدم بريطاني في مركز الهجوم. شارك مع منتخب إنجلترا لكرة القدم C ‏. أما مع النوادي، فقد لعب مع نادي بارنت ونادي بانغور سيتي ونادي بوري ونادي روتشديل وأشتون يونايتد ونادي غيتزهد وGlossop North End A.F.C. ‏ ونادي رانكورن هالتون وSouth Liverpool F.C. ‏.

## وصلات خارجية
- مارك كارتر على موقع قاعدة بيانات كرة القدم.إي يو (الإنجليزية)